# Madesjö kyrka
Madesjö kyrka är en kyrkobyggnad i Madesjö i Växjö stift. Den är församlingskyrka i Madesjö församling. 

## Kyrkobyggnaden

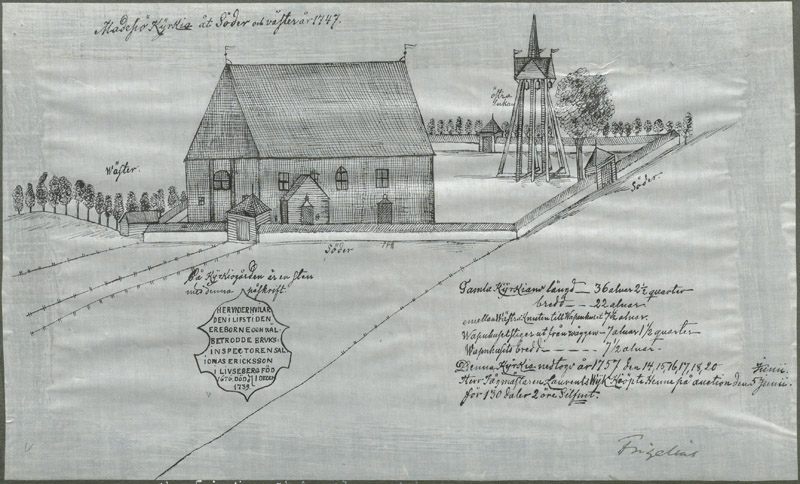
Madesjö gamla kyrka riven 1757. Teckning av Petrus Frigelius

Tidigaste kända kyrkan på platsen var en liten medeltida träkyrka som brann ner 1652 i samband med en omfattande skogsbrand då även prästgården blev lågornas rov. Efter branden byggde man upp en ny träkyrka som förmodligen var lik den nedbrunna träkyrkan. (Jämförbart exempel på en medeltida träkyrka är Granhults kyrka från 1200-talet).
1700-talets stora befolkningstillväxt påkallade behovet av ett rymligare kyrkorum. 1600-talskyrkan visade sig vara alltför liten. Trängseln vid gudstjänsterna var besvärande. En utvidgning diskuterades 1722 men därav blev intet eftersom kyrkobyggnaden inte ansågs stabil nog för att vare sig förlängas eller utökas med korsarmar. Dessutom präglades bygden av svåra tider på grund av sviterna efter Karl XII:s krig.
1752 tog emellertid sockenstämman ett beslut om uppförande av en helt ny kyrka. Vid den tiden var trängseln så stor att folk stod i dubbla rader i bänkarna. Med andra ord var behovet av ny kyrka akut. Från början var det tänkt att den nya stora kyrkan skulle uppföras som den gamla i trä. Det visade sig trots den skogrika bygden svårt att anskaffa så mycket virke som behövdes. Dessutom hade man vid denna tid vid nybyggen av kyrkor bland annat på grund av brandrisken börjat uppföra de stora, nya kyrkorna av sten.
Alltså kom den nya kyrkobyggnaden att uppföras i gråsten 1753–1757. Den 16 januari 1775 var kyrkan färdig att invigas av Kalmar stifts biskop  Magnus Beronius. Under byggnadstiden hade den gamla träkyrkan använts för gudstjänstbruk. När den revs lämnades  klockstapeln kvar.
Kyrkan byggdes senare ut i omgångar. Tornet uppfördes 1830 av byggmästare Hallström efter ritningar av C.G. Blom Carlsson och försågs med en putsad tegellanternin. Men trots den ny kyrkans ansenliga storlek visade sig att den ändå måste utökas på grund av socknens befolkningsökning, inte minst i Nybrodelen. År 1885 tillkom det nuvarande koret med absiden och en sakristia. Resultatet blev en av de största landskyrkorna i dåvarande Kalmar stift, i likhet med  Ålems kyrka.

## Inventarier
- Tre färgade korfönster som tillkom 1930. (Se nedan.)
- Dopfunt i röd kalksten daterad till 1655.
- Altare som är fristående.
- Altarring  bestående av åtta flyttbara sektioner.
- Triumfkrucifix utfört 1988 av konstnär Sven-Bertil Svensson, Mörbylånga. I Korsarmarna evangelistsymboler.
- Predikstol   i rokoko  från  1773 byggd och snidad av bildhuggaren Jonas Berggren.
- Äldre altartavla  utförd 1773 av Jonas Berggren.
- En stor kopia av Bertel Thorvaldsens Kristusbild i Vårfrukyrkan, Köpenhamn, som tidigare haft sin plats som altarprydnad.
- Öppen bänkinredning.

## Bildgalleri

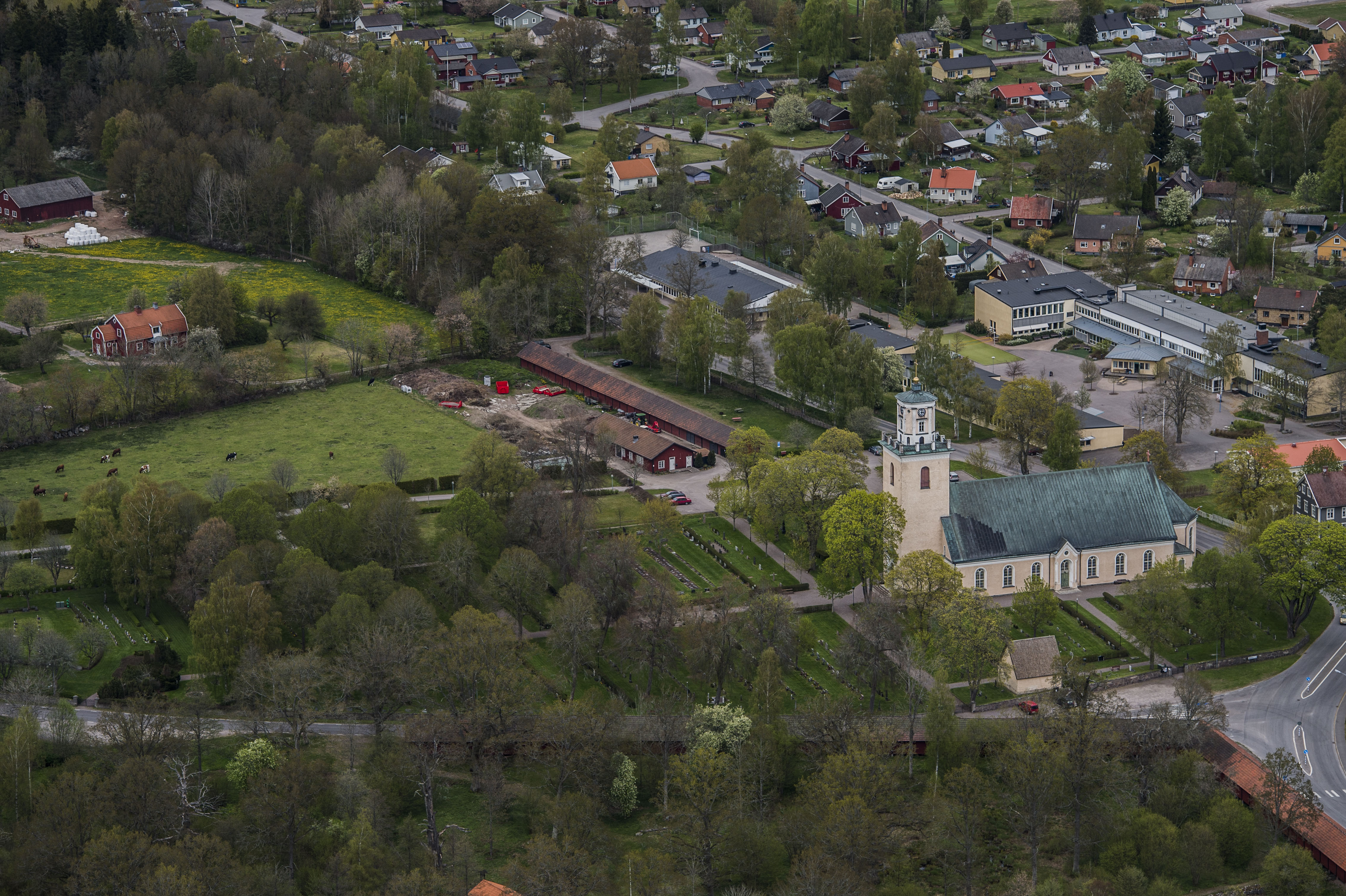
Kyrkan i landskapet.
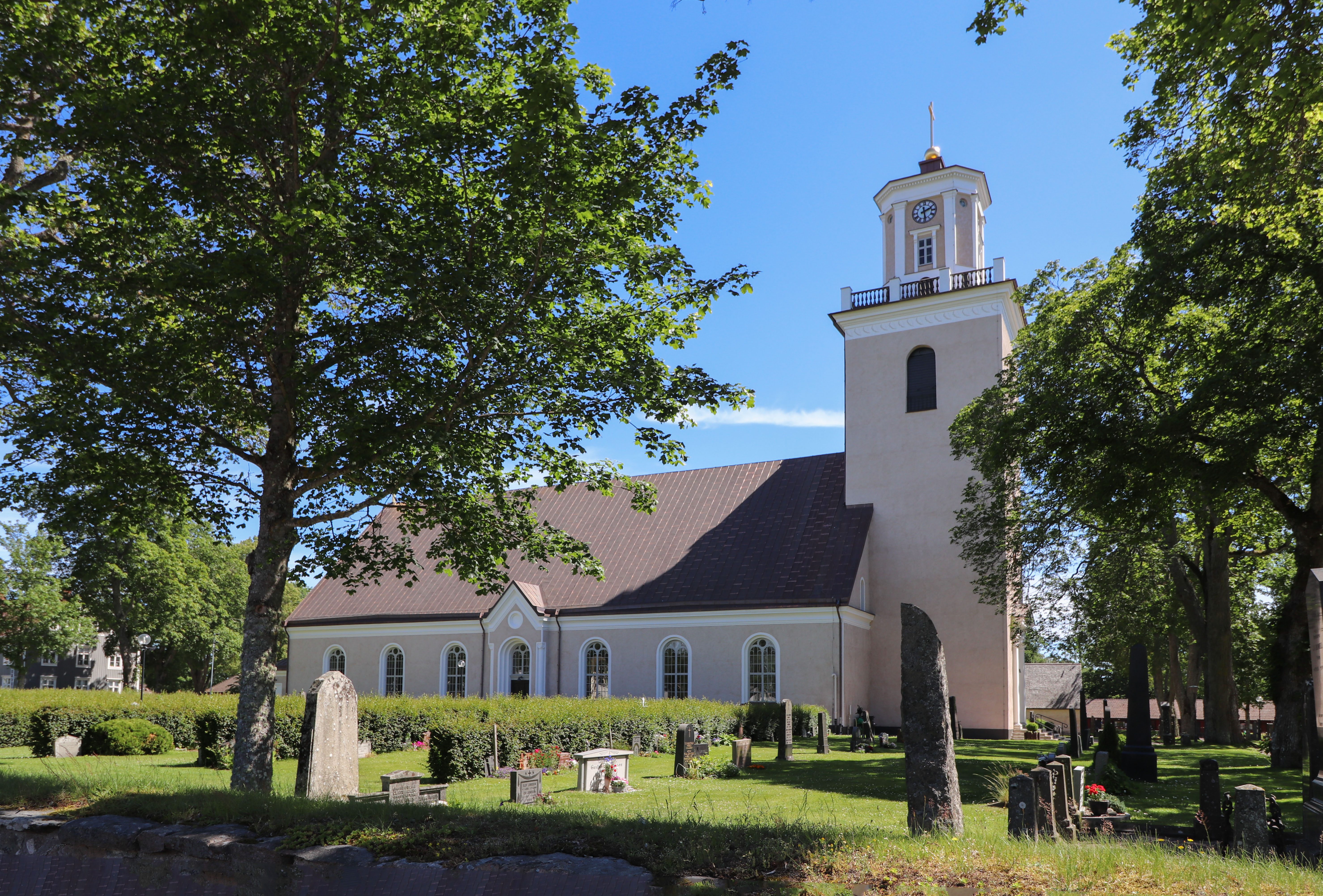
Kyrkan från norr.
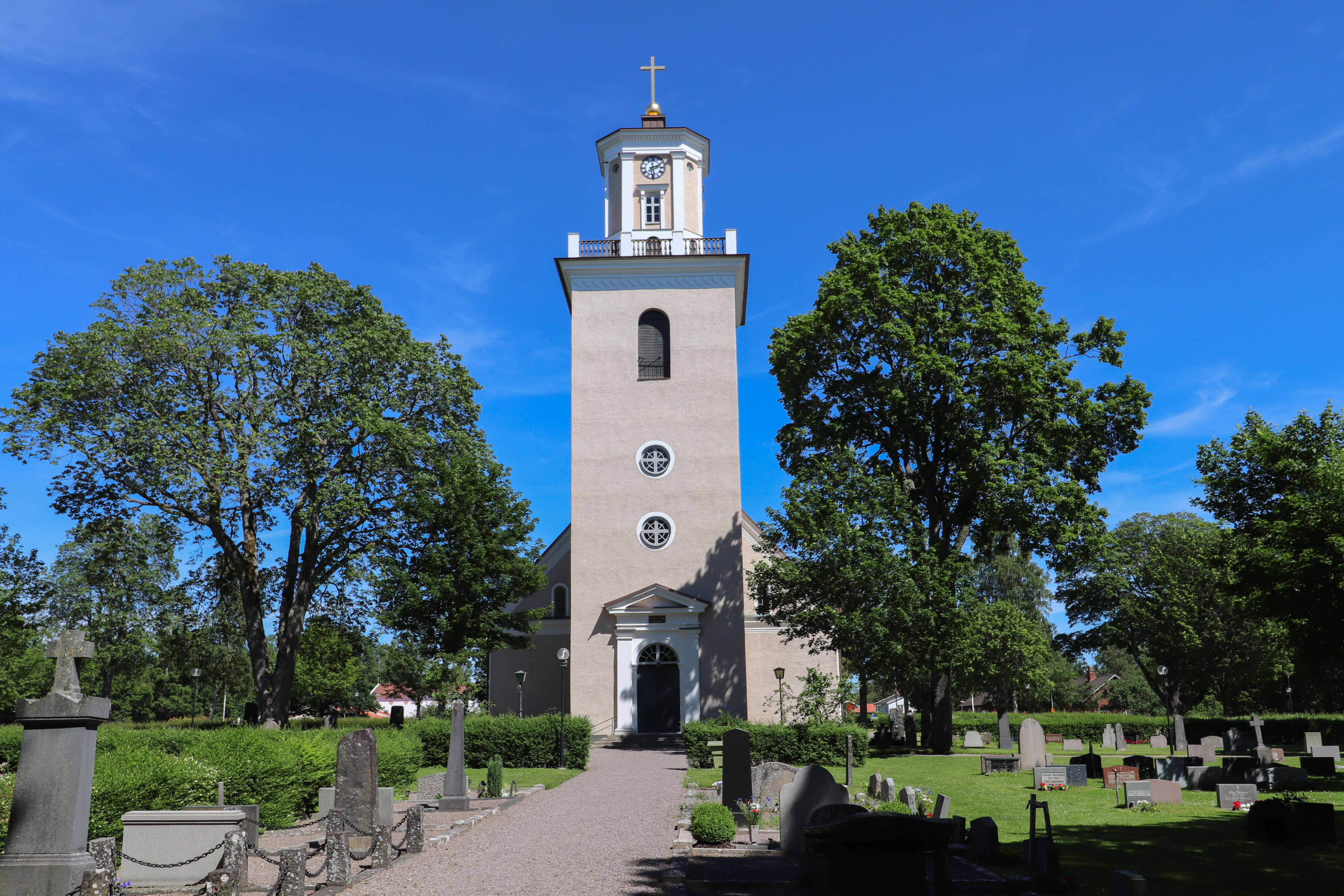
Exteriör från väster.
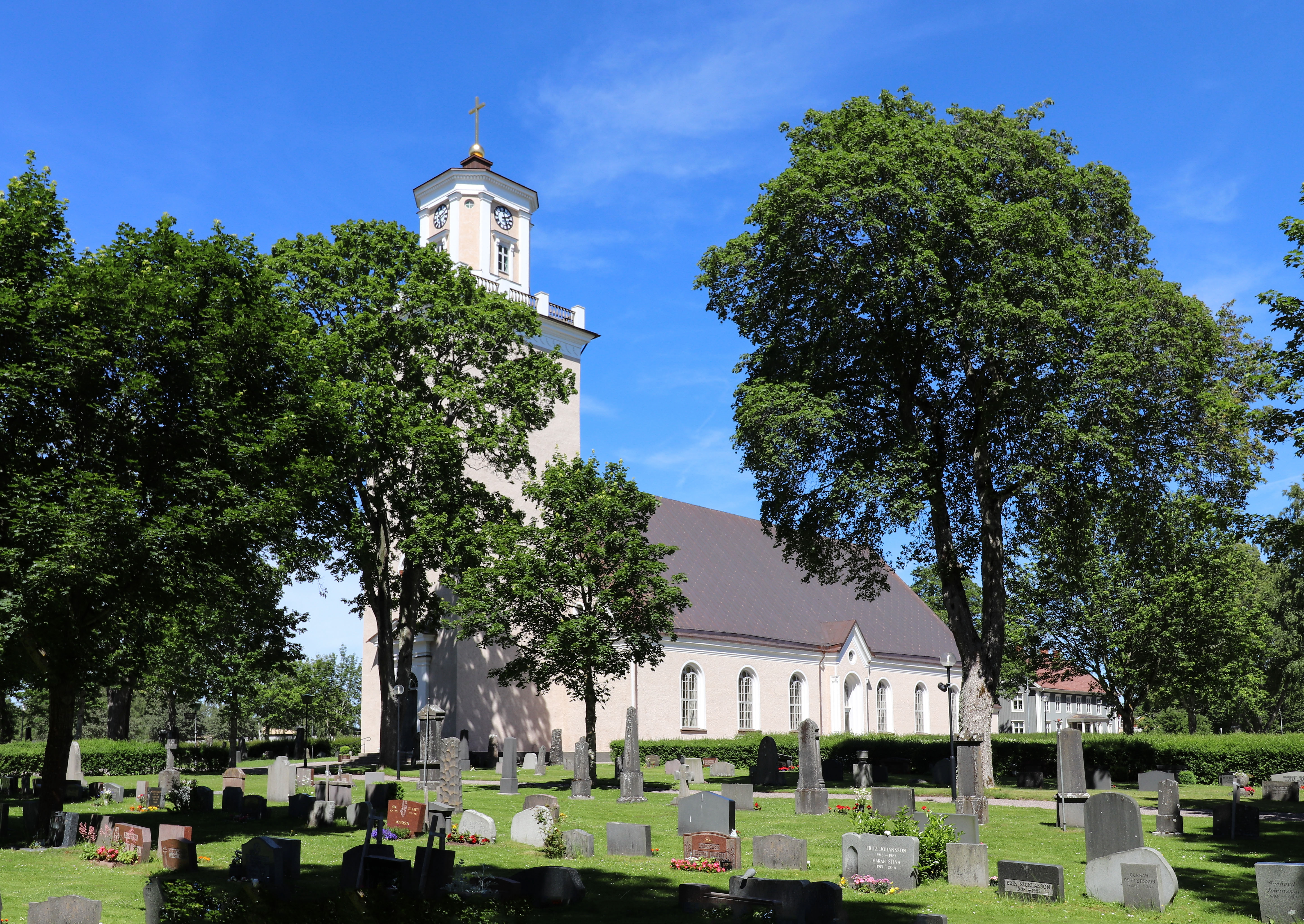
Kyrkan från sydväst.
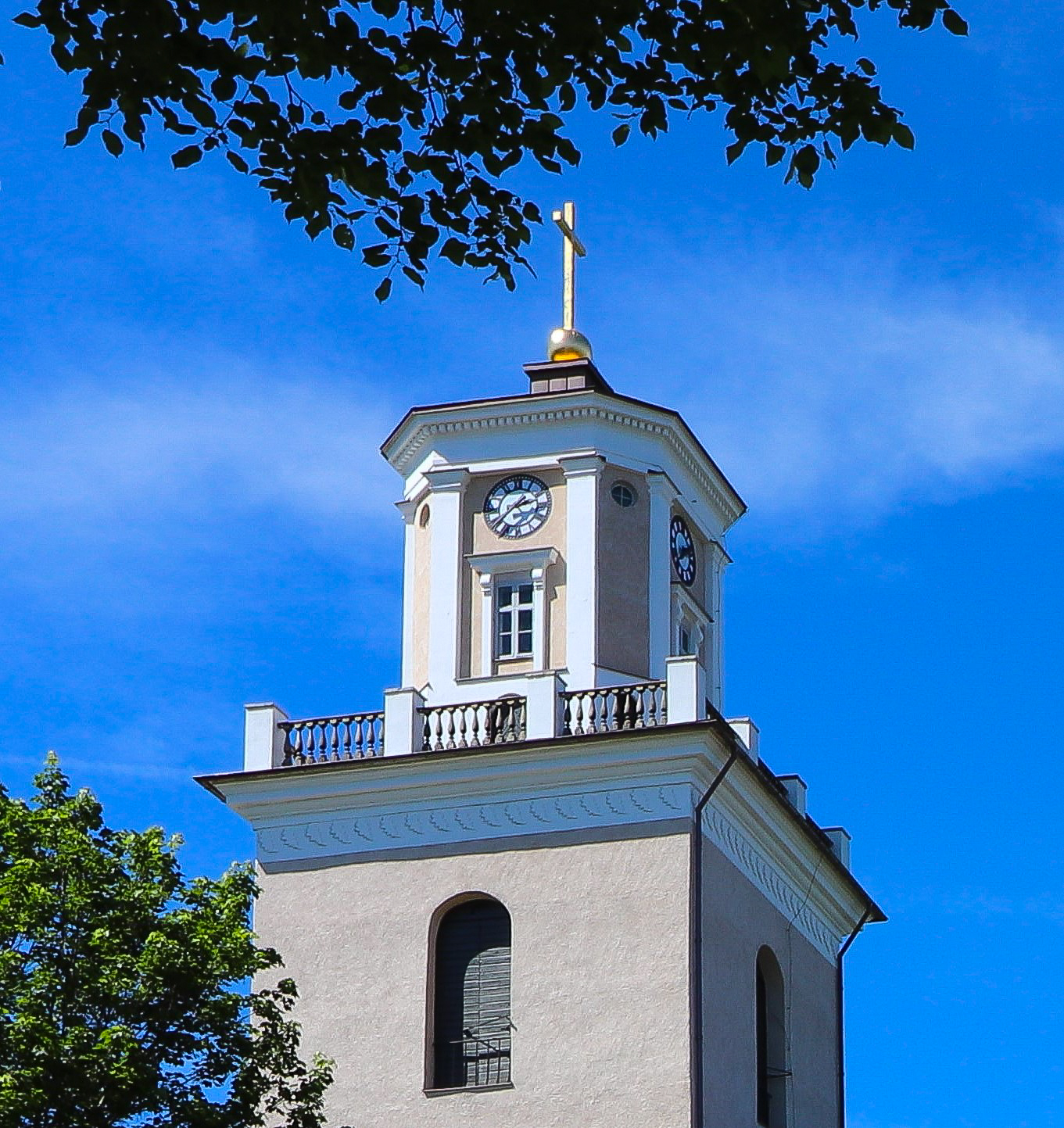
Tornets lanternin
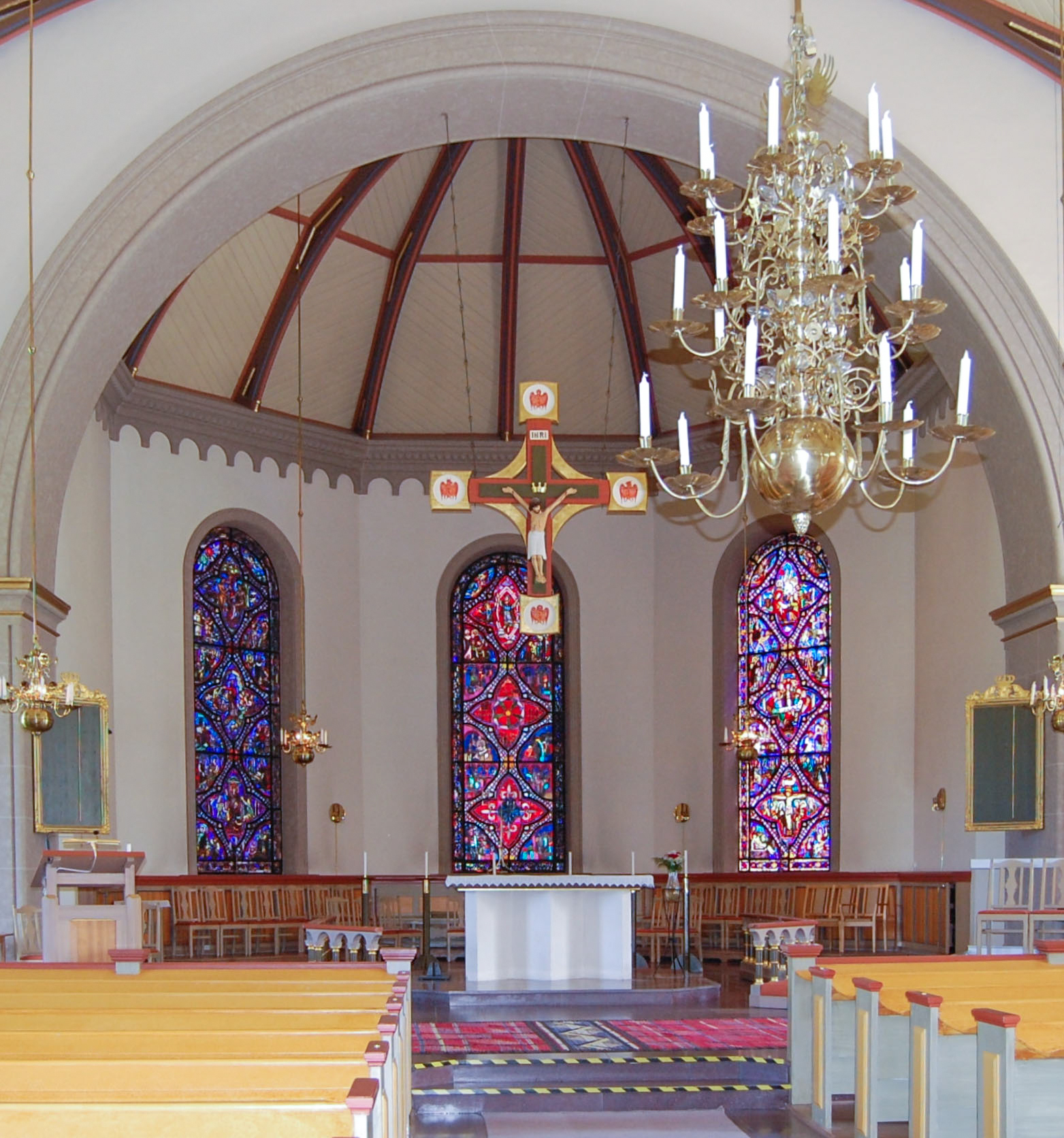
Koret
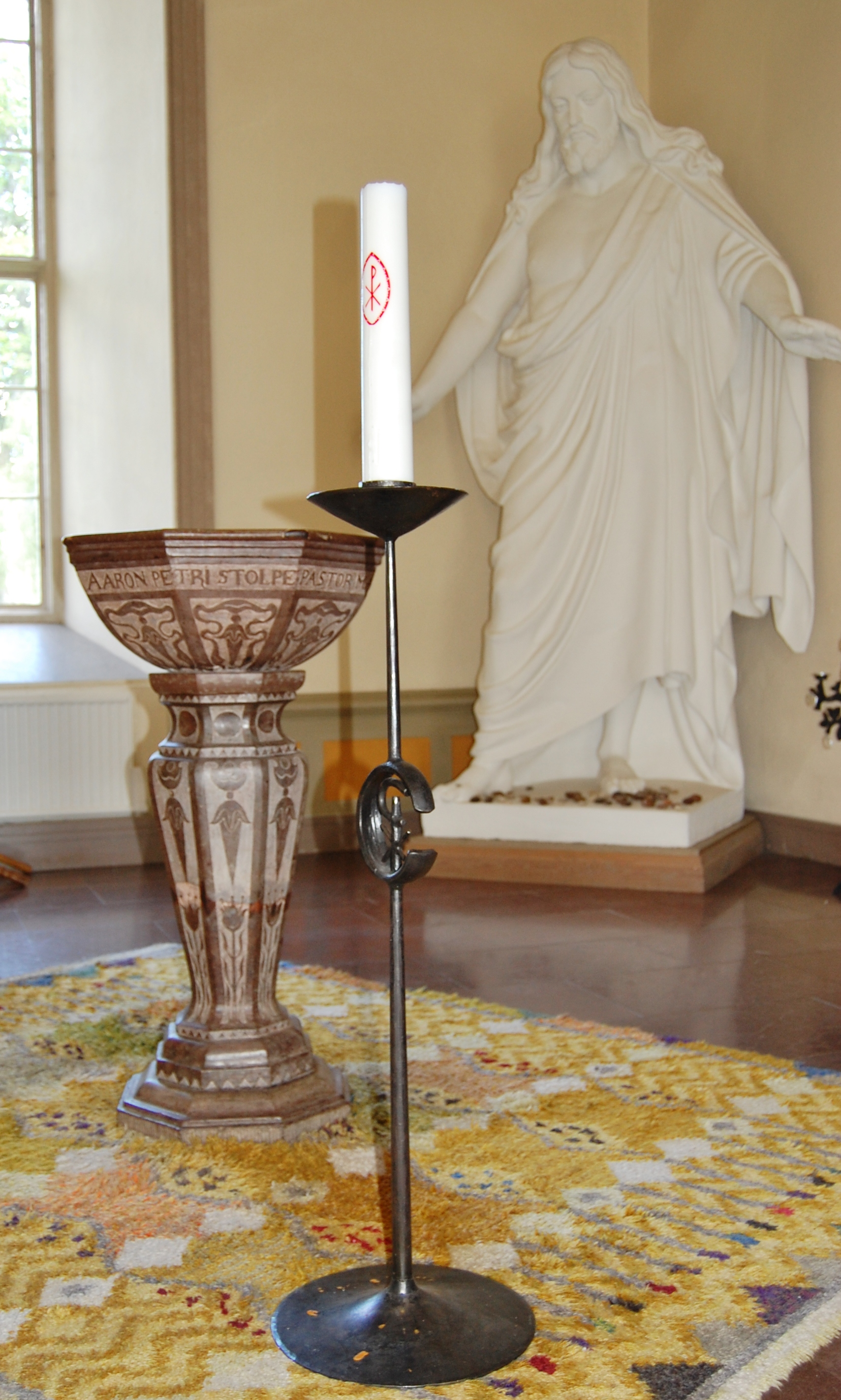
Dopfunten och den tidigare altarprydnaden.
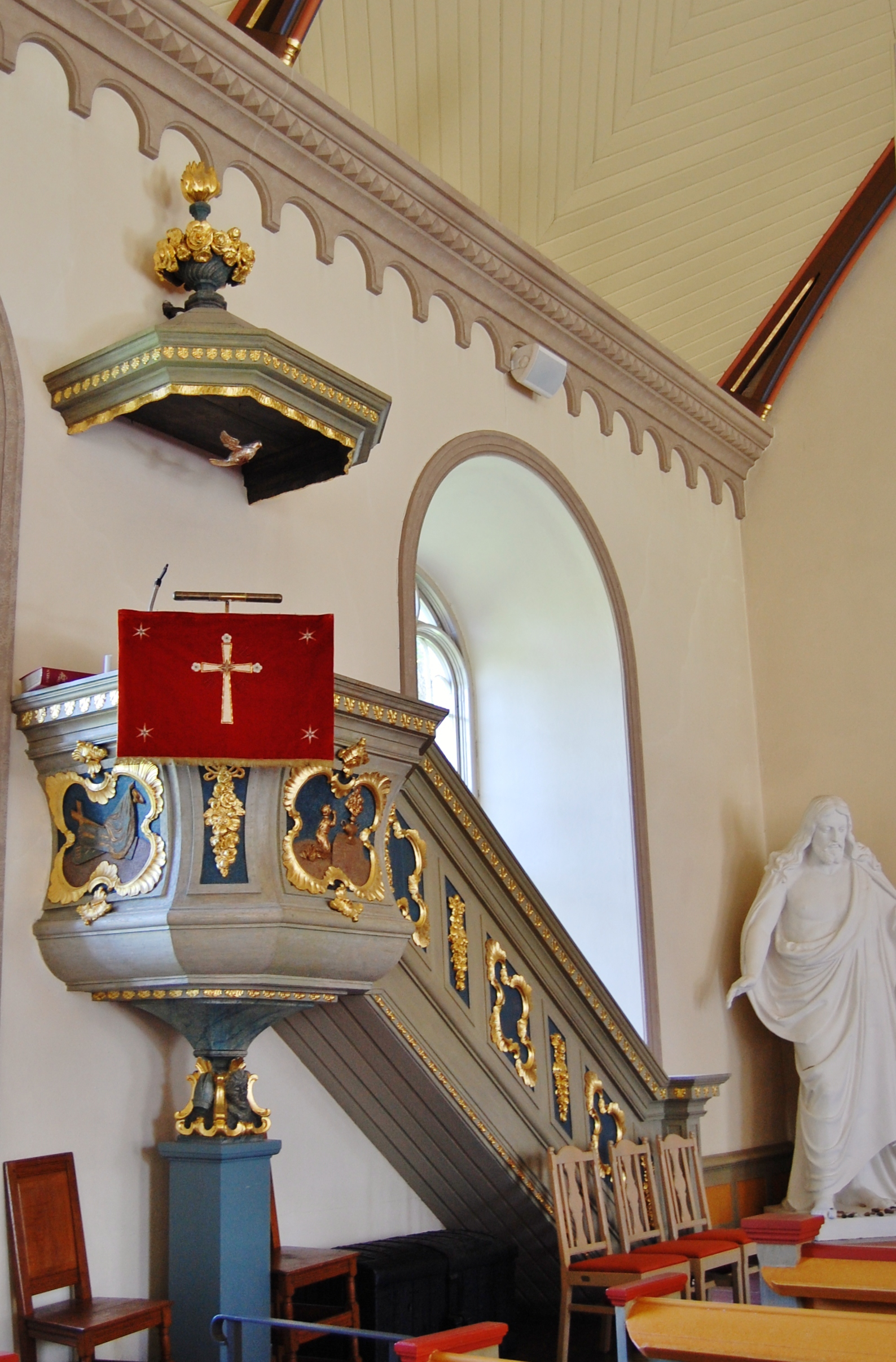
Jonas Berggrens predikstol.
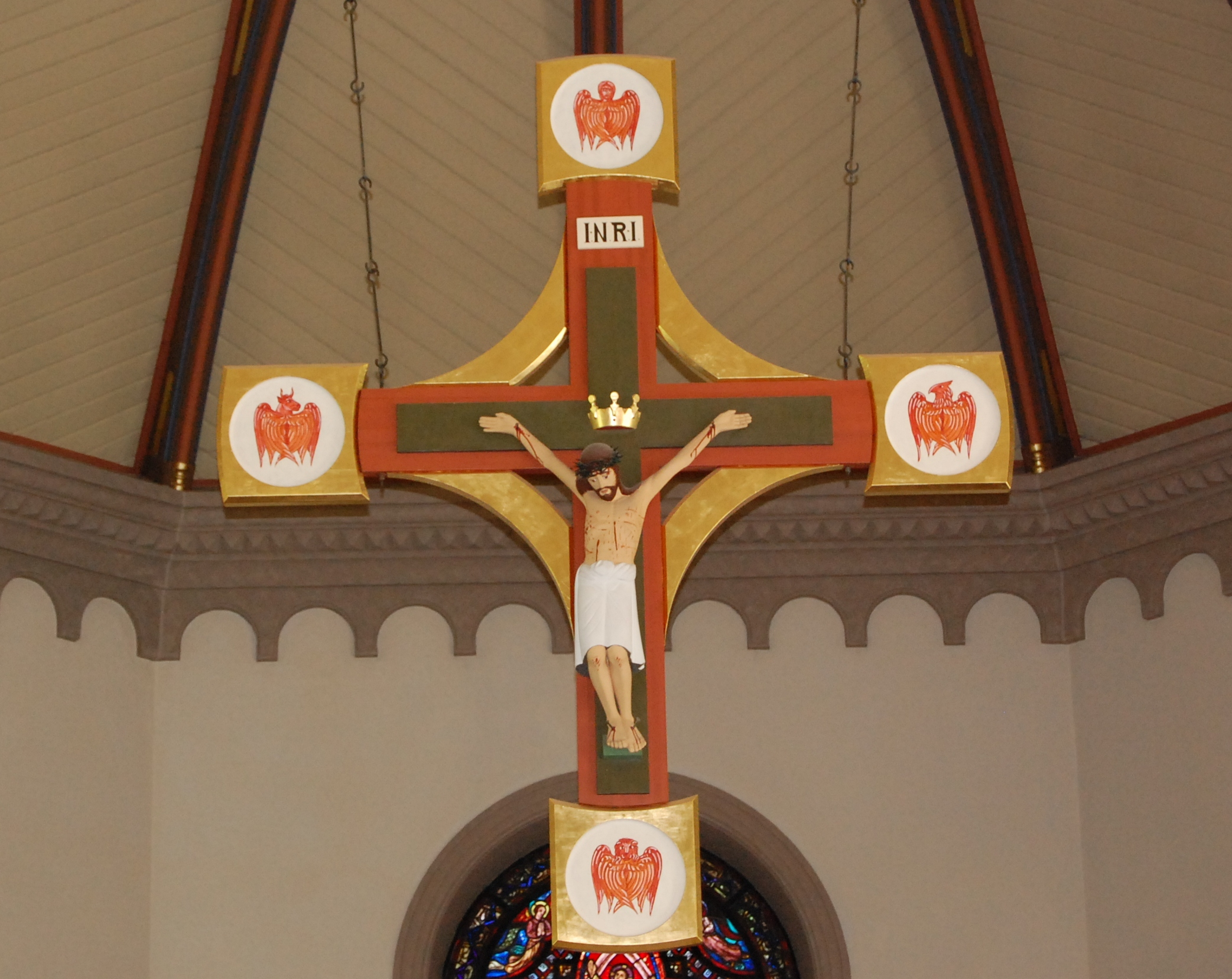
Triumfkrucifixet
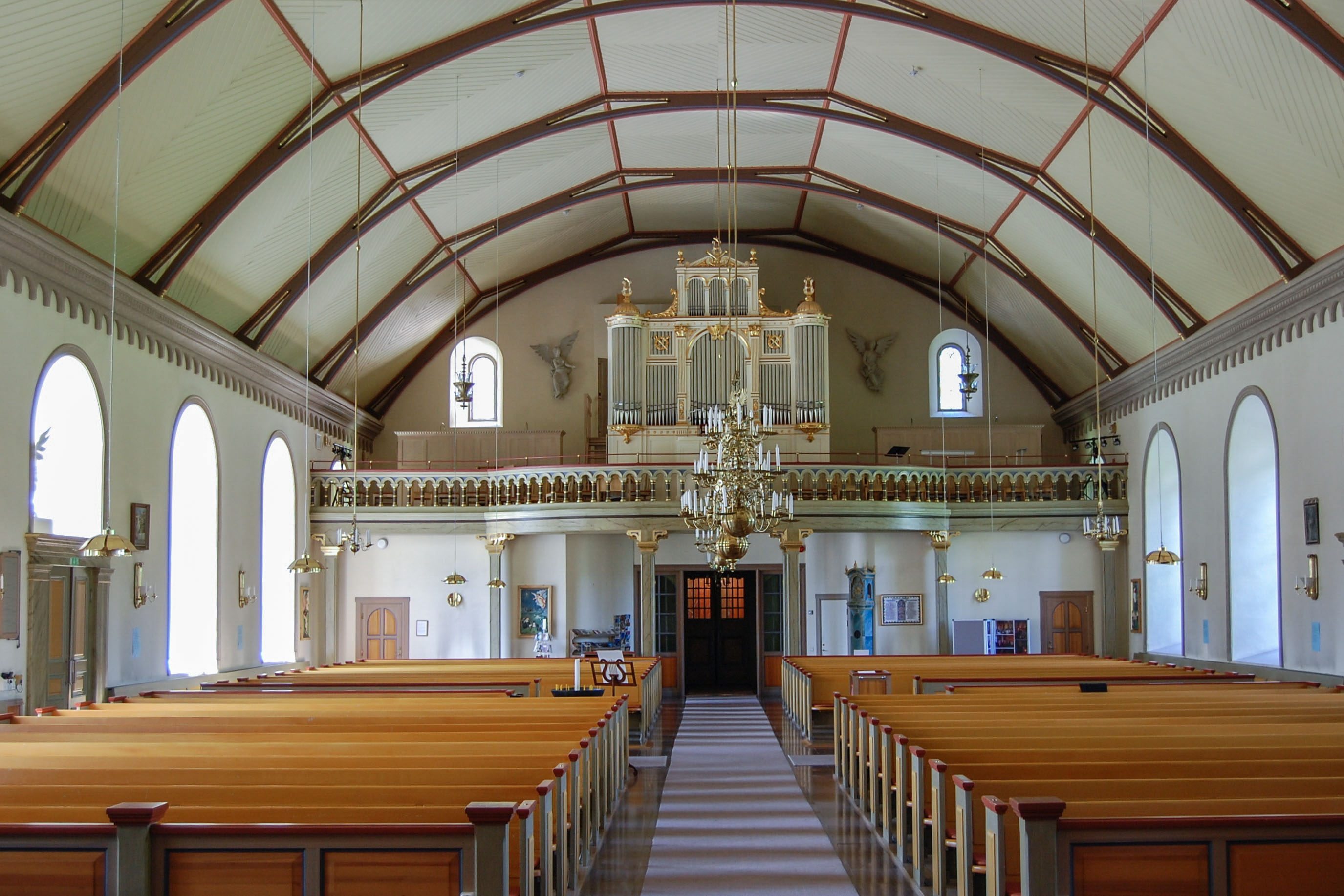
Kyrkorummet mot väster.
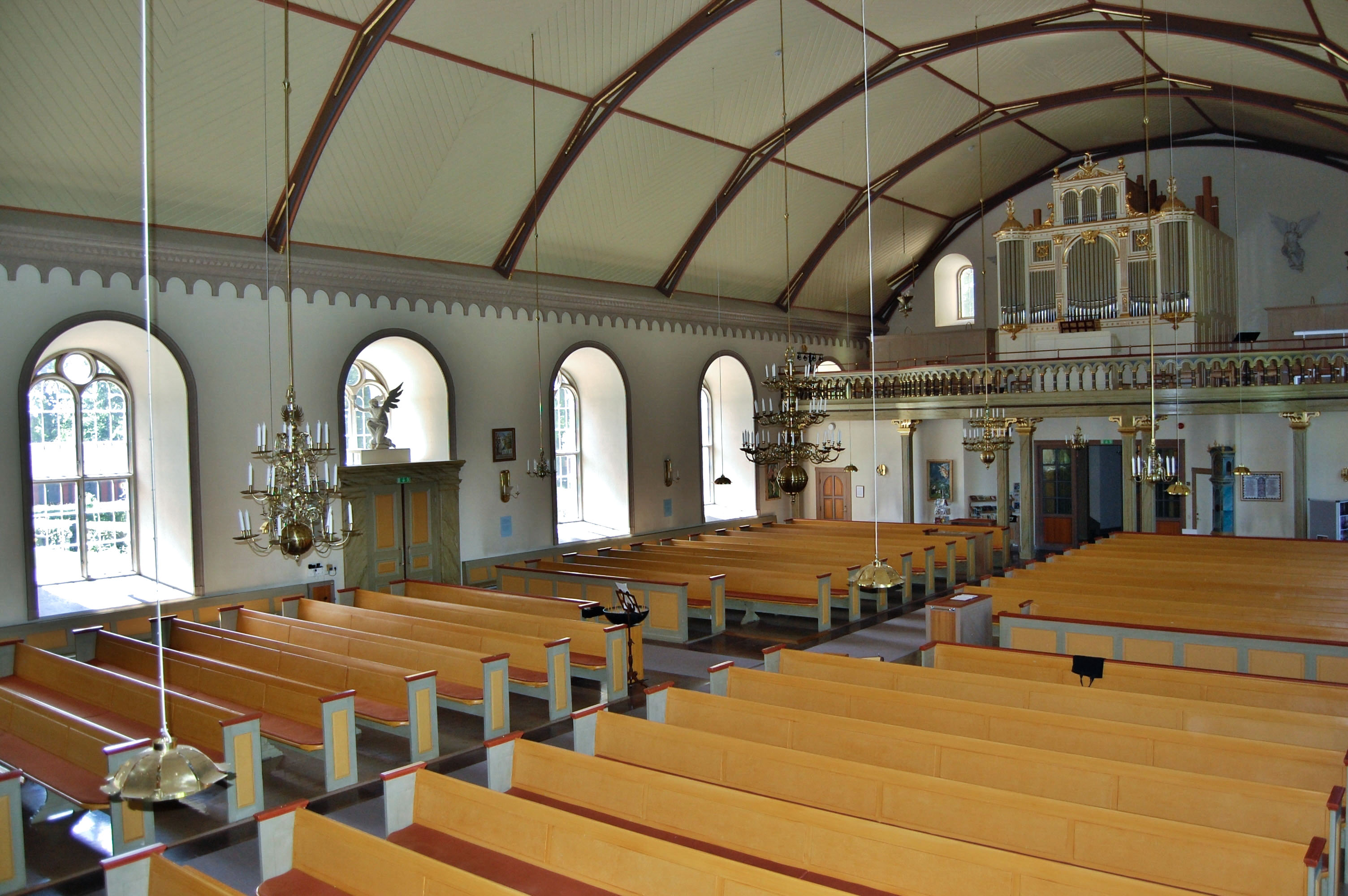
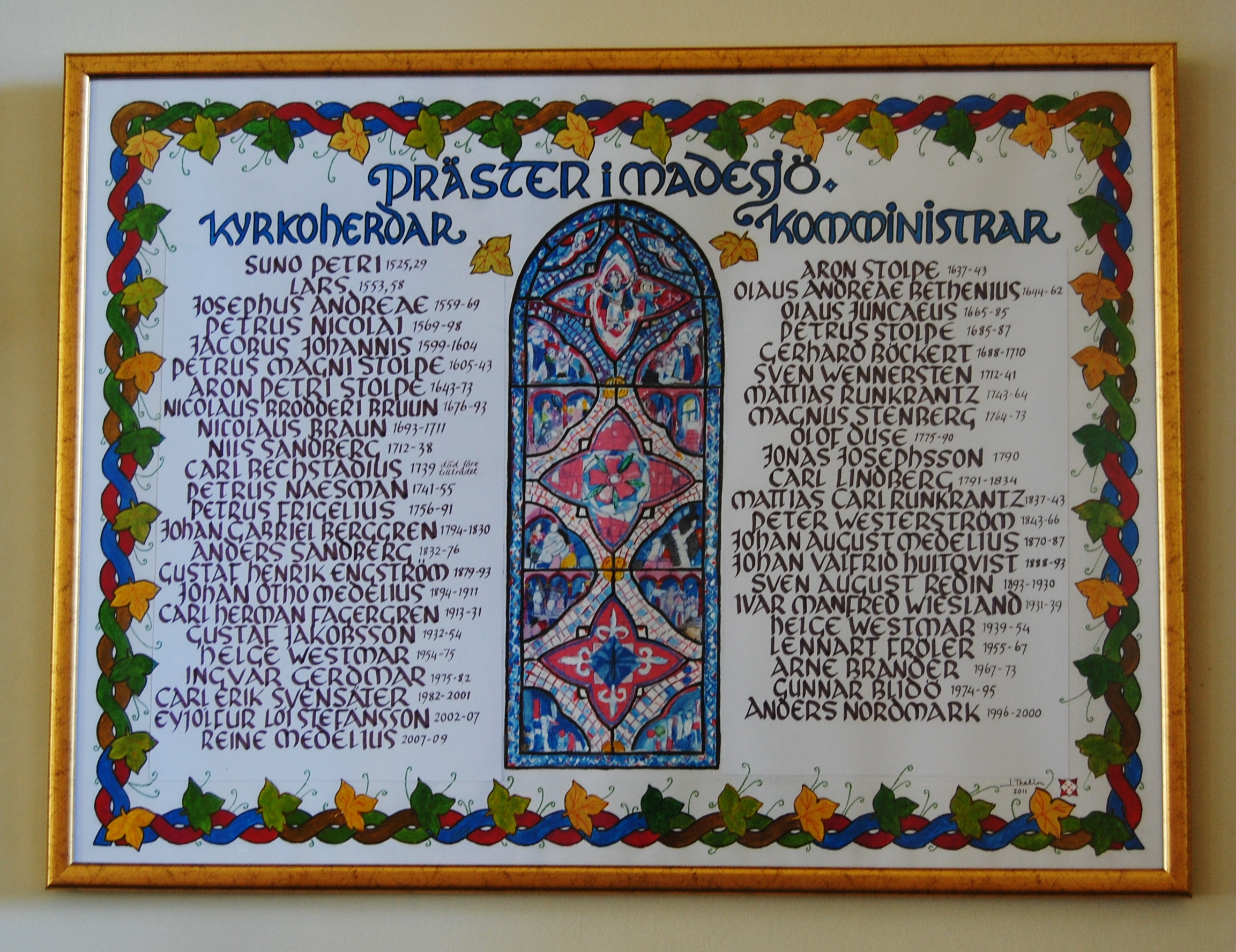
Series pastorum
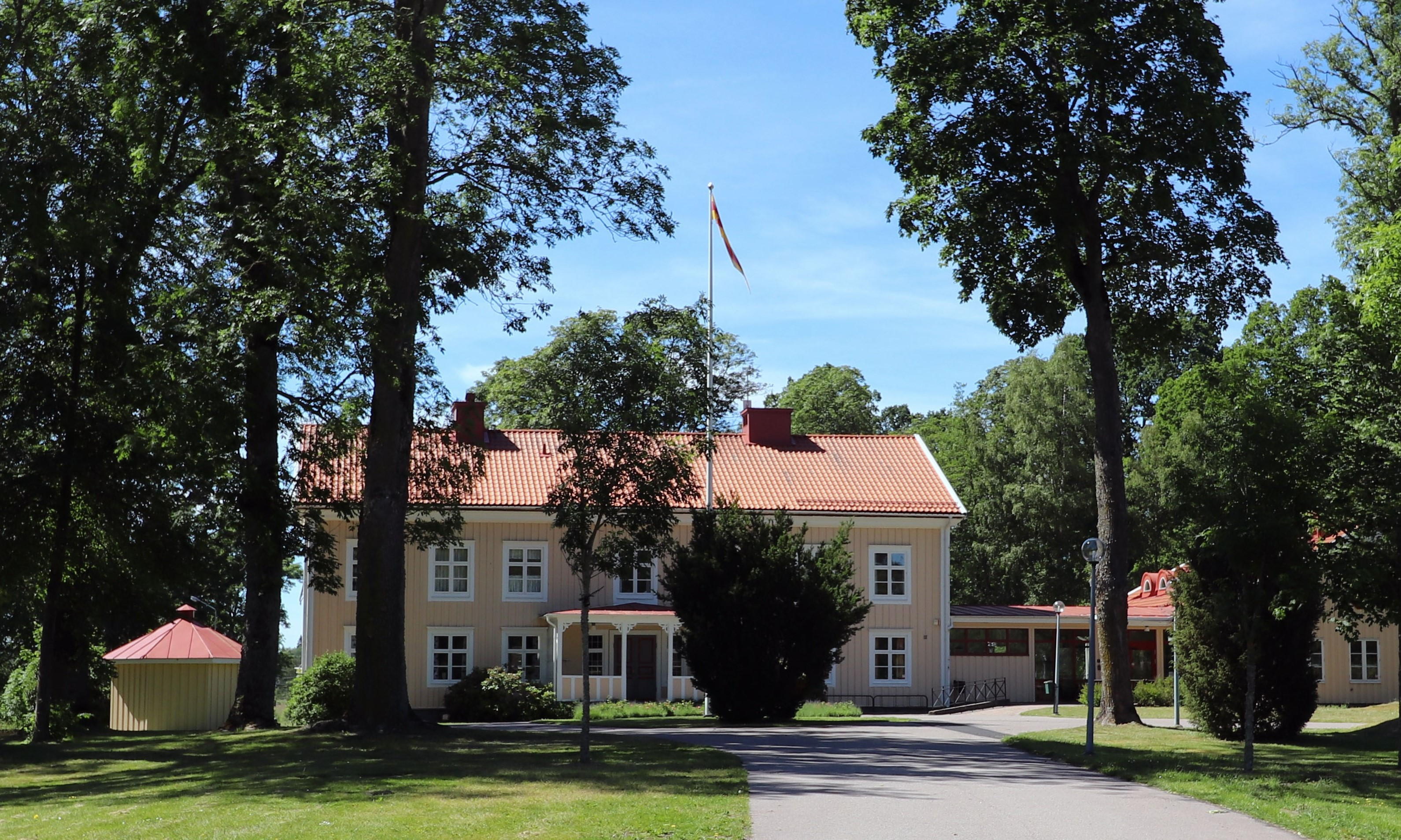
Madesjö prästgård

## Orglar

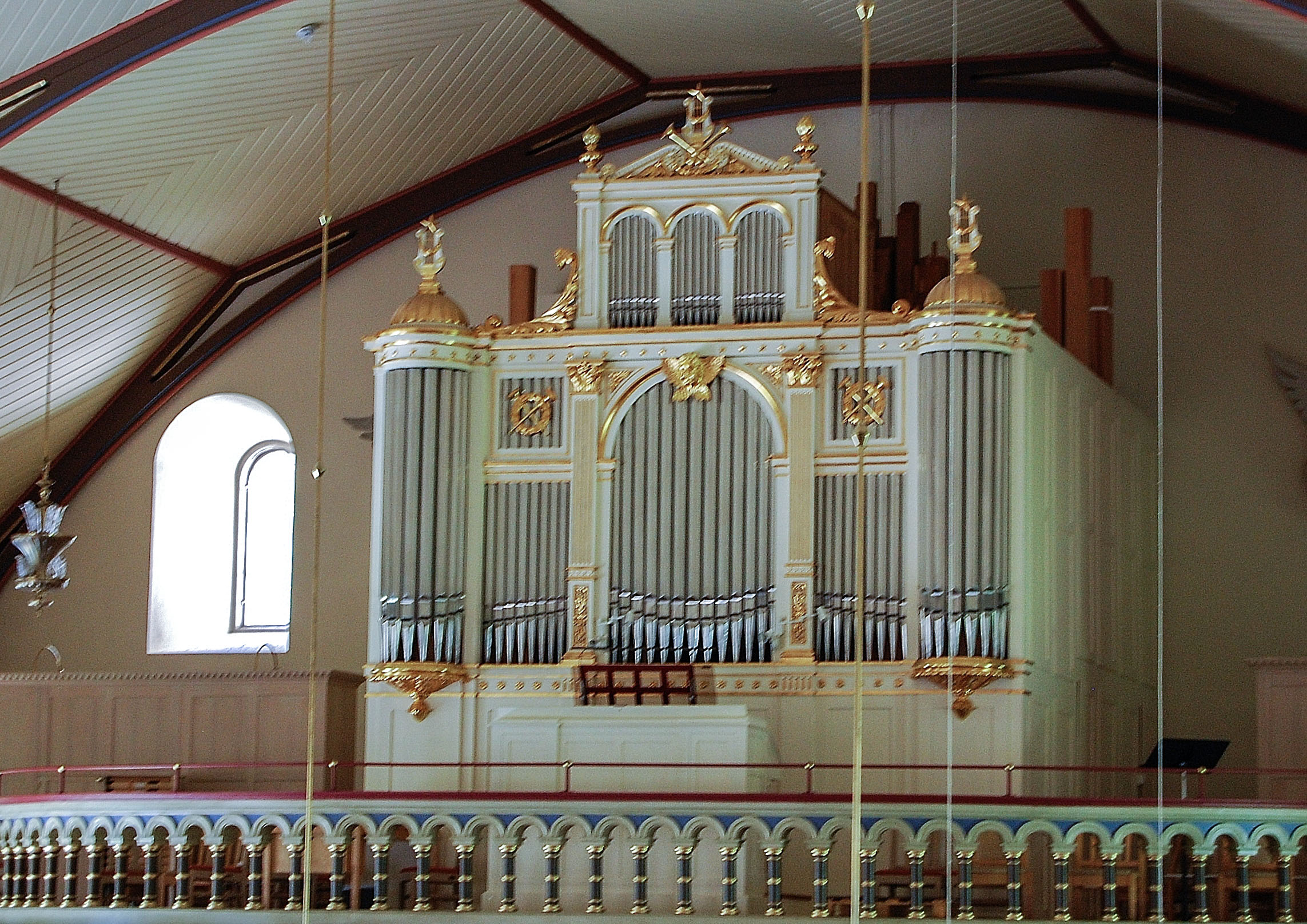
Läktarorgeln

- 1707 byggdes en orgel av Johan Åhrman med 8 stämmor och kostade 233 daler silvermynt.[3]
- 1801 flyttades en orgeln från Sankt Lars kyrka, Linköping. Orgeln var byggd 1767 av Jonas Wistenius med 9 1⁄2 stämmor.
- 1885 byggdes en orgel av E A Setterquist & Son, Örebro med 22 stämmor.

### Läktarorgeln
- 1959 byggdes en ny orgel av Mårtenssons orgelfabrik AB, Lund.

| Manual I          | Manual II     | Manual III    | Pedal         | Koppel |
| Gedacktpommer 16’ | Gedackt 8’    | Rörflöjt 8’   | Principal 16' | I/P    |
| Principal 8’      | Spetsgamba 8’ | Salicional 8’ | Subbas 16'    | II/P   |
| Spetsflöjt 8’     | Principal 4’  | Oktava 4'     | Oktava 8'     | III/P  |
| Oktava 4’         | Kvintadena 4’ | Oktava 2'     | Borduna 8'    | II/I   |
| Flöjt 4’          | Blockflöjt 2' | Täckflöjt 2'  | Nachthorn 4'  | III/I  |
| Kvinta 2 2⁄3’     | Kvinta 1 1⁄3  | Sifflöjt1'    | Flöjt 2'      | III/II |
| Oktava 2'         | Scharf 4 ch   | Cymbel 3 ch   | Mixtur 4 ch   |        |
| Mixtur 4-6 ch     | Rankett 16'   | Corno 8'      | Basun 16'     |        |
| Trumpet 8'        | Krumhorn 8'   |               | Skalmeja 4'   |        |
|                   | Tremulant     |               |               |        |

1991 byggdes den nuvarande läktarorgeln av Åkerman och Lunds Orgelbyggeri AB:
| Man I. Huvudverk C-g3 | Man II. Positiv C-g3 | Man III. Svällverk C-g3 | Pedal C-f1     | Koppel      |
| --------------------- | -------------------- | ----------------------- | -------------- | ----------- |
| Principal 16'         | Borduna 16'          | Vox retusa 8'           | Violon 16'     | III/I       |
| Principal 8'          | Principal 8'         | Rörflöjt 8'             | Subbas 16'     | III/II      |
| Flûte harmonique 8'   | Dubbelflöjt 8'       | Salicional 8'           | Kvinta 10 2/3' | III/I       |
| Bourdon 8'            | Fugara 8'            | Voix céleste 8'         | Violoncell 8'  | III/P       |
| Gamba 8'              | Oktava 4'            | Flûte octaviante 4'     | Borduna 8'     | II/P        |
| Oktava 4'             | Flöjt 4'             | Violin 4'               | Oktava 4'      | I/P         |
| Flûte harmonique 4'   | Nasat 2 2/3'         | Waldflöjt 2'            | Basun 16'      | III 16'/III |
| Quinta 2 2/3'         | Flageolette 2'       | Cornett 3 chor          | Trumpet 8'     | I 4'/I      |
| Oktava 2'             | Ters 1 3/5'          | Fagott-Oboe 8'          |                |             |
| Mixtur 3-4 chor       | Rauschkvint 2 chor   | Tremulant               |                |             |
| Cornett 4 chor        | Corno 8'             |                         |                |             |
| Trumpet 16'           |                      |                         |                |             |
| Trumpet 8'            |                      |                         |                |             |

### Kororgel

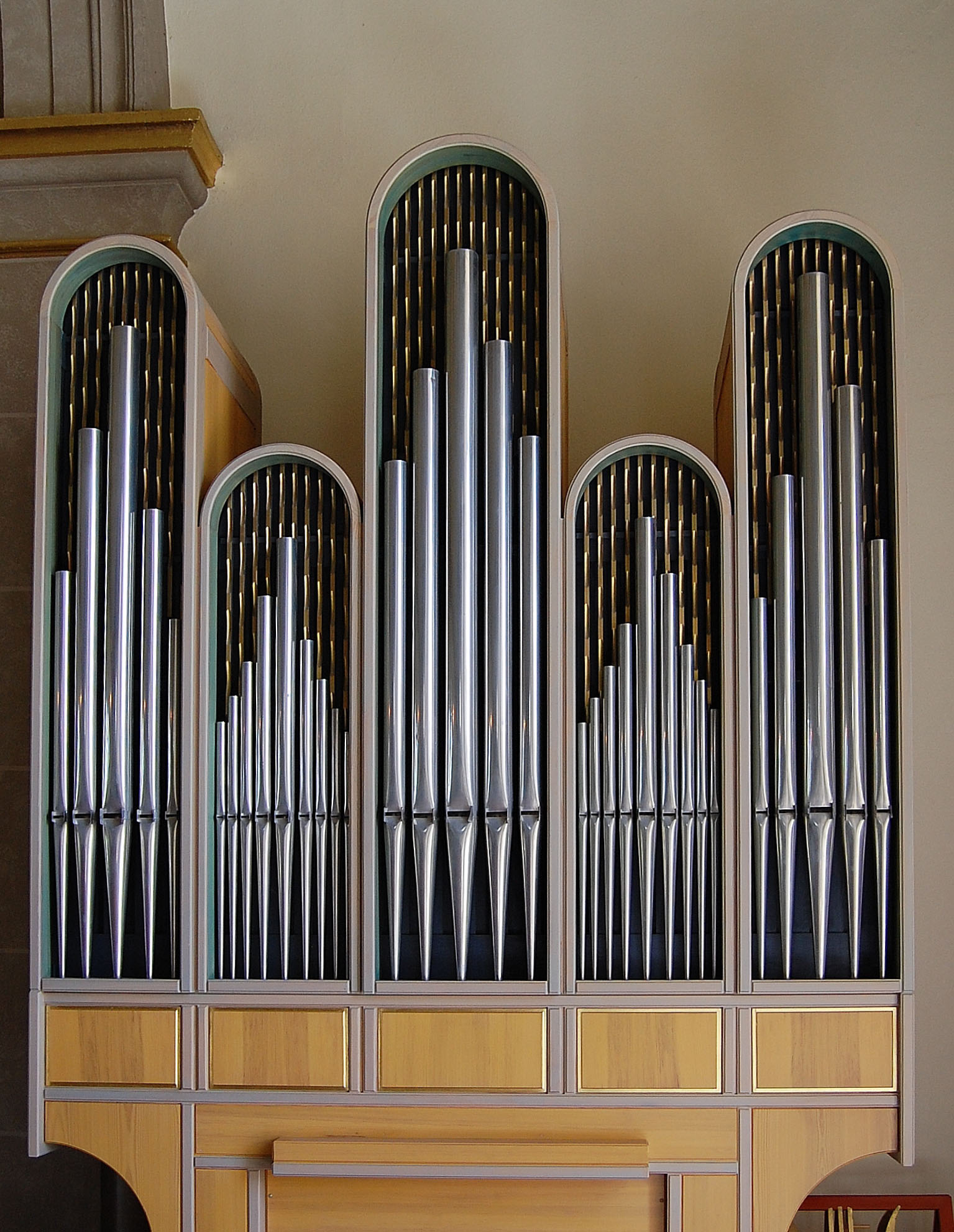
Kororgeln

Kororgeln är byggd 1973 av Åkerman och Lund, Knivsta och är en mekanisk orgel.
| Manual            | Pedal      | Koppel  |
| Gedackt 8’        | Subbas 16’ | Man/Ped |
| Principal 4’      |            |         |
| Flöjt 4’          |            |         |
| Flöjt 2’          |            |         |
| Crescendosvällare |            |         |

### Diskografi
- Orgelromantik : Ulf Samuelsson spelar svenskt i Madesjö kyrka. CD. Proprius PRCD 9072. 1993.

## Korfönstren
De tre korfönstren är utförda av nybrokonstnären Gunnar Theander 1930. Mittfönstret färdigställdes efter Gunnar Theanders bortgång av konstnär Sven-Bertil Svensson. Varje fönster inrymmer ett tusental glasbitar i skilda storlekar och färger.

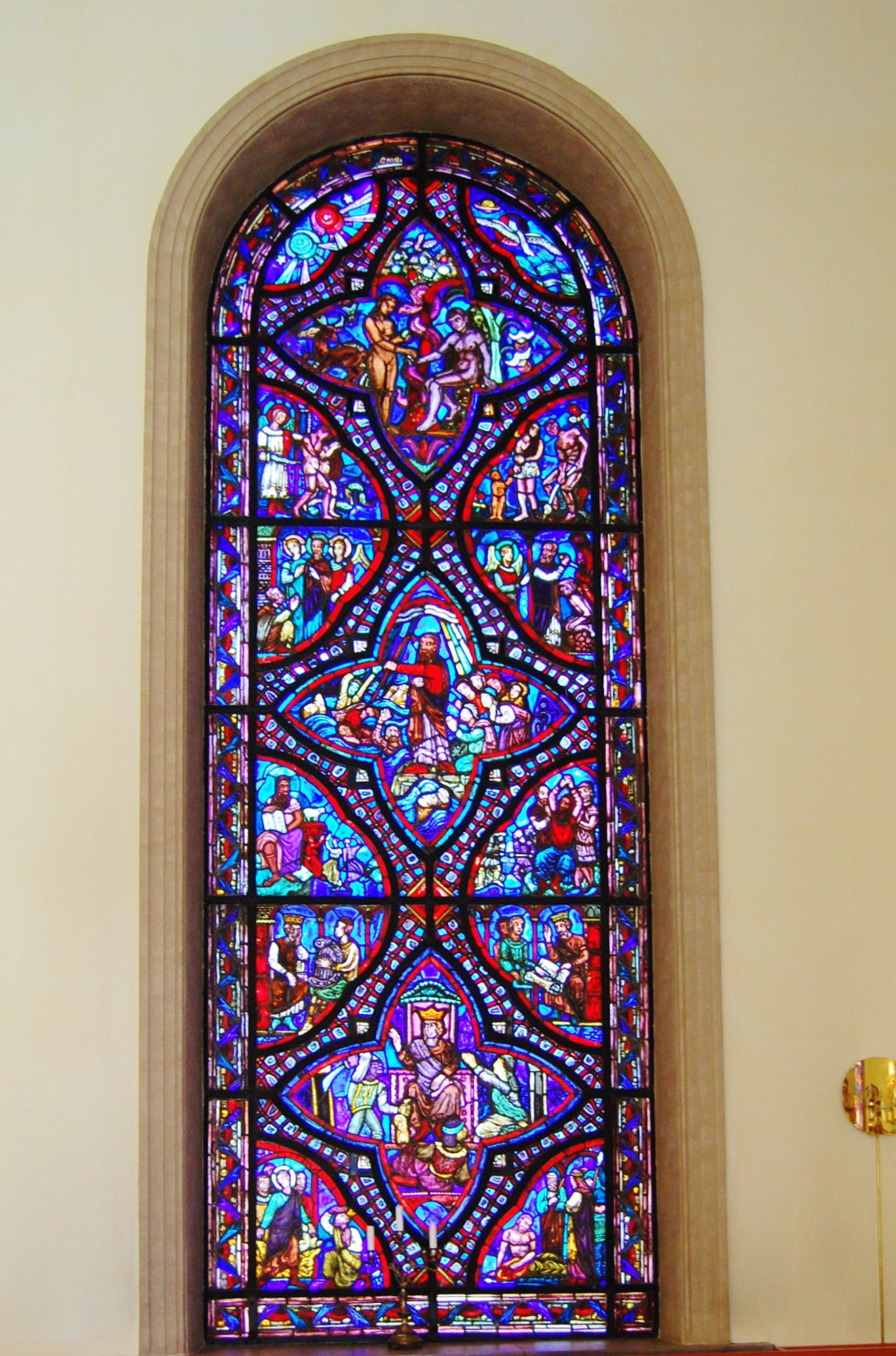
GAMLA TESTAMENTET Övre fältet:Skapelsen, syndafallet, utdrivande ur paradiset samt arbetet i anletets svett. Mittfältet: Abraham och Isak. Moses verksamhet. Nedre fältet: David och Saul, Kung Artasatas skrivelse till Esra. Kung Salomo. De tre männen i den brinnande ugnen. Jeremias åkerköp.
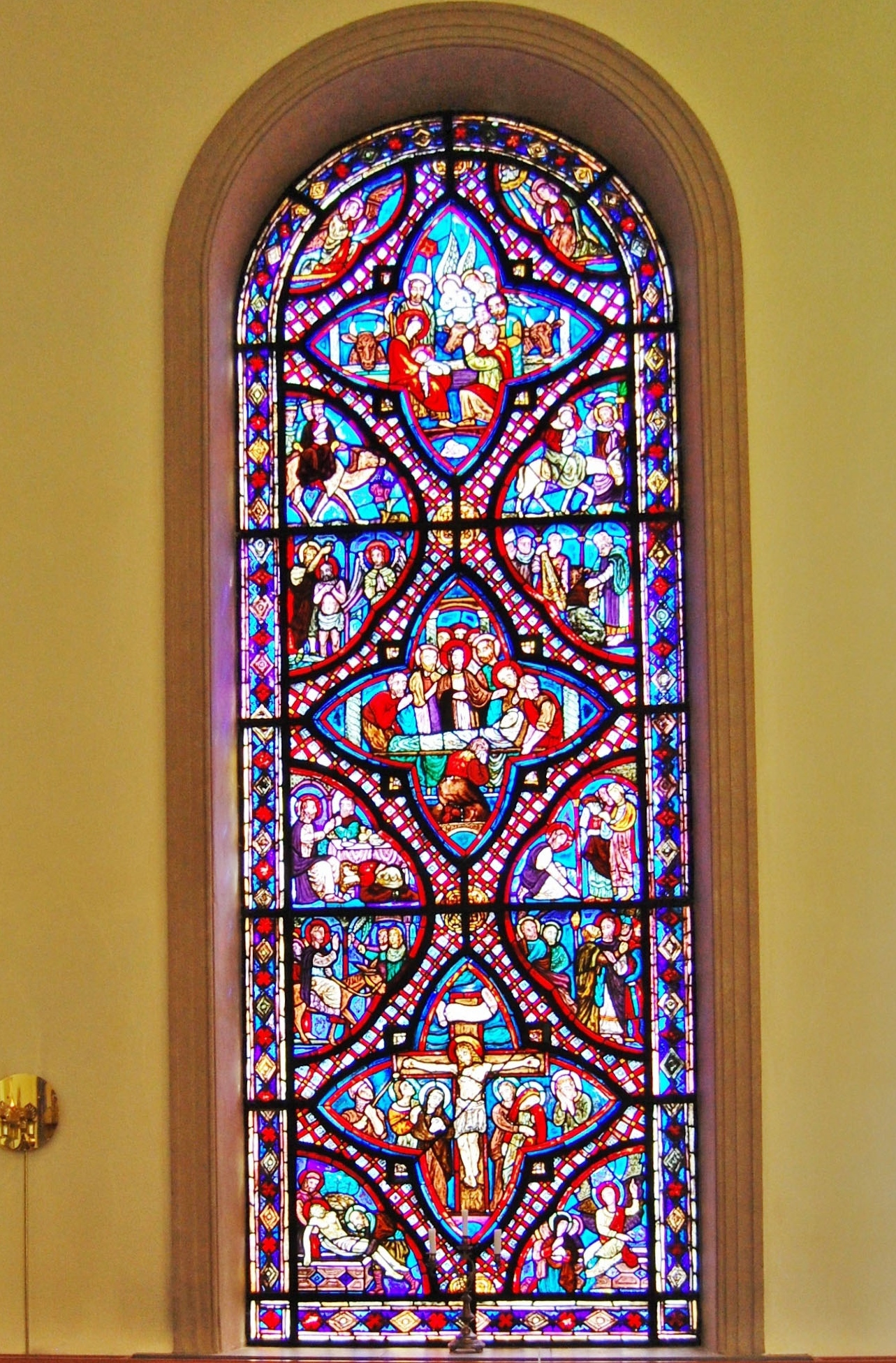
NYA TESTAMENTET Övre fältet: Jesu födelse. Mittfältet: Jesu offentliga verksamhet. Nedre fältet: Jesu död och uppståndelse.
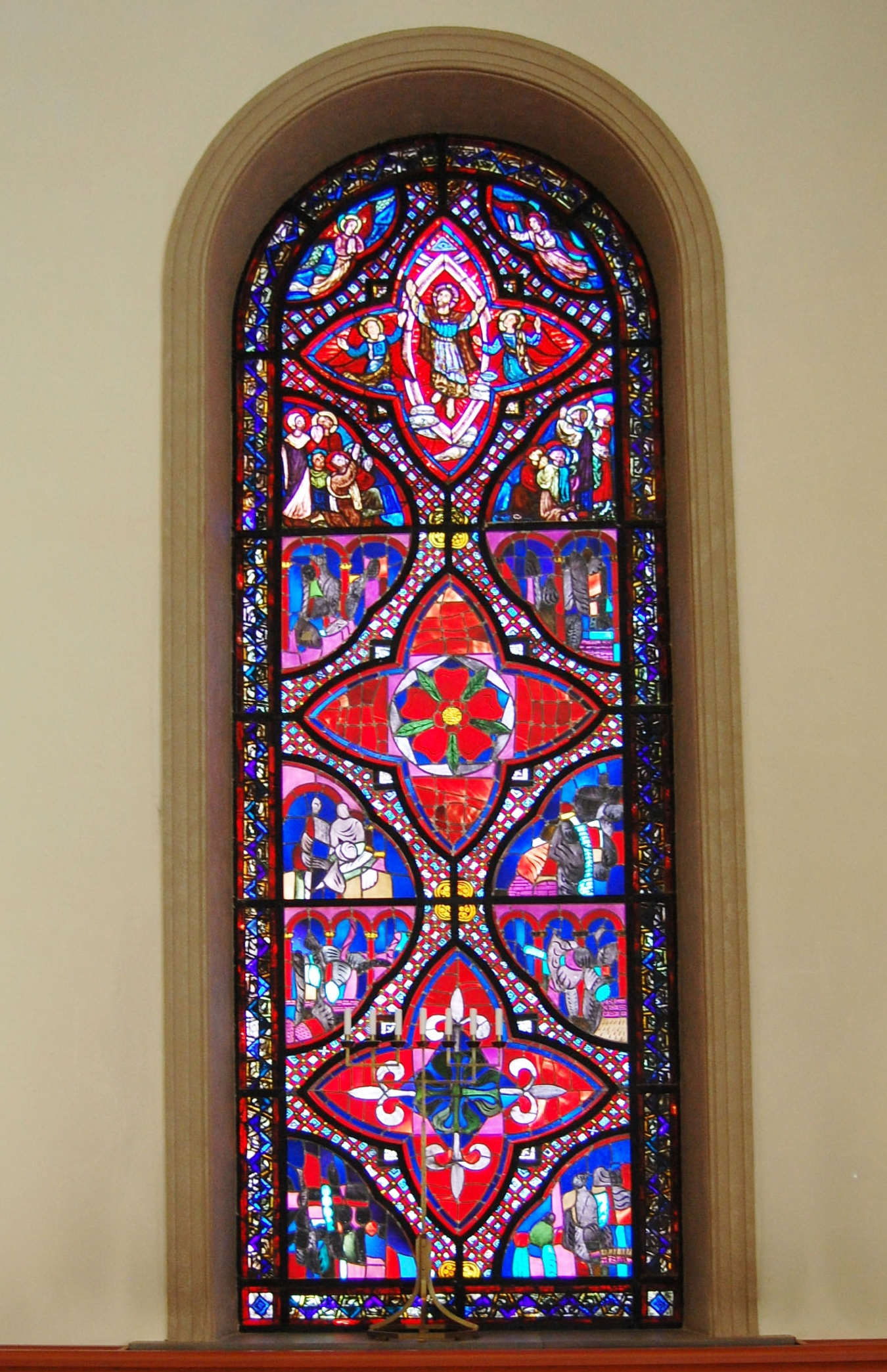
KRISTI HIMMELSFÄRD OCH KRISTNA SYMBOLER Övre fältet: Kristi himmelsfärd. Mittfältet: Blomma med fem kronblad. Kristi fem hemligheter. Nedre fältet: Fyra liljor skildrar inkarnationen, Maria födelse av världens Frälsare.